# Episodi di Un milione di piccole cose (quarta stagione)
La quarta stagione della serie televisiva A Million Little Things, composta da 18 episodi, è stata trasmessa negli Stati Uniti sul network ABC dal 22 settembre 2021 al 18 maggio 2022.
In Italia la stagione è stata trasmessa dal 17 al 31 agosto 2023 su Rai Premium, alle ore 9:45.
| n° | Titolo originale          | Titolo italiano         | Prima TV USA      | Prima TV Italia |
| -- | ------------------------- | ----------------------- | ----------------- | --------------- |
| 1  | Family First              | Nuove strade            | 22 settembre 2021 | 17 agosto 2023  |
| 2  | Not the Plan              | Non era questo il piano | 29 settembre 2021 | 18 agosto 2023  |
| 3  | Game Night                | La sera della partita   | 6 ottobre 2021    | 18 agosto 2023  |
| 4  | Pinocchio                 | Pinocchio               | 13 ottobre 2021   | 21 agosto 2023  |
| 5  | Crystal Clear             | Prendere coscienza      | 27 ottobre 2021   | 21 agosto 2023  |
| 6  | Six Months Later          | Sei mesi dopo           | 3 novembre 2021   | 22 agosto 2023  |
| 7  | Stay                      | Riavvicinarsi           | 17 novembre 2021  | 22 agosto 2023  |
| 8  | The Things We Keep Inside | Le cose non dette       | 1º dicembre 2021  | 23 agosto 2023  |
| 9  | Any Way the Wind Blows    | Nuovi percorsi          | 23 febbraio 2022  | 23 agosto 2023  |
| 10 | Surprise                  | Sorpresa                | 2 marzo 2022      | 24 agosto 2023  |
| 11 | Piece of Cake             | Una fetta di torta      | 9 marzo 2022      | 24 agosto 2023  |
| 12 | Little White Lies         | Bugie a fin di bene     | 16 marzo 2022     | 25 agosto 2023  |
| 13 | Fresh Start               | Una decisione personale | 23 marzo 2022     | 25 agosto 2023  |
| 14 | School Ties               | Ricordi di scuola       | 6 aprile 2022     | 28 agosto 2023  |
| 15 | Fingers Crossed           | Incrociamo le dita      | 13 aprile 2022    | 28 agosto 2023  |
| 16 | Lesson Learned            | Lezione imparata        | 20 aprile 2022    | 29 agosto 2023  |
| 17 | 60 Minutes                | 60 minuti               | 27 aprile 2022    | 29 agosto 2023  |
| 18 | Slipping                  | Passi falsi             | 4 maggio 2022     | 30 agosto 2023  |
| 19 | Out of Hiding             | Uscire allo scoperto    | 11 maggio 2022    | 30 agosto 2023  |
| 20 | Just in Case              | Nell'eventualità...     | 18 maggio 2022    | 31 agosto 2023  |